# قصر شعشوع
قصر شعشوع هو دار فخمة تقع في بغداد وكانت قصر الوالي العثماني بعهد الدولة العثمانية ولقد تم شراؤها ثم تعميرها بين عامي 1906-1908م من قبل الثري شاؤول شعشوع اليهودي، الذي سكنها للفترة بين عامي 1908-1920م، ولقد ضرب بهذه الدار المثل لفخامته وسعته وحسن عمرانه، وكانت تبلغ مساحته أربعة آلاف متر مربع ولكن جرف النهر في حادثة الكسرة وفيضان دجلة جزء من المساحة فلا تتجاوز مساحته الآن ثلاثة آلاف متر مربع، وسمي قصر الوالي بقصر شعشوع نسبة للتاجر اليهودي الذي آشتراه واعاد بنيانه وعمره فيما بعد، ولقد أستئجره الملك فيصل الأول ملك العراق لسكناه الخاص للفترة 1921-1926م، ولقد أنتقل إليه بعد أن تعرض قصره في باب المعظم للفيضان لقربه من نهر دجلة لأنه قديم يعود تاريخه للعصر العباسي ويسمى قصره اليوم بيت الحكمة، وكان سكن الملك فيصل الأول في قصر شعشوع قبيل توليه حكم العراق، حتى تم تتويجه وبقي فيه لغاية حادثة الكسرة المشهورة في بغداد والتي تعرض فيه المبنى للغرق عند فيضان نهر دجلة عام 1927م، حيث يقع القصر على شاطئ النهر في منتصف الطريق بين منطقتي باب المعظم والأعظمية، في منطقة تدعى الكسرة.
فأنتقل الملك فيصل للسكن في قصر الزهور، وتحول قصر شعشوع أو قصر الوالي العثماني إلى خراب بعد ان اجتاحته مياه نهر دجلة وهدمت جزء من بنيانه، وتم تعميره عام 1929م ليتخذه الملك كمقر مؤقت للبلاط الملكي ثم صار مقر مجلس النواب والأعيان خلال فترة وزارة ناجي السويدي في عام 1930م، وبعد ذلك أنتقلت إليه السيدة فرحة شعشوع وسكنت فيه للفترة بين عامي 1931-1933م، وبعد ذلك أستأجره الزعيم جعفر أبو التمن وزير المالية للفترة بين عامي 1934-1942م، وأتخذه كمسكن شخصي له، ولقد أجرى بعض الترميمات والأضافات للقصر، ثم سكنه النائب المحامي صبيح نجيب هو وعائلته للفترة بين عامي 1943-1945م، ومن بعده سكنه إبراهيم الجيبجي للفترة 1946-1952م، وهو صهر وزير الدفاع العراقي شاكر الوادي، ولقد أنتقلت ملكيته إلى الحاج أحمد البنية الذي أشتراه في عام 1953م، وسكنه مع عائلته إلى حد الوقت الحالي.